# ظاهرة

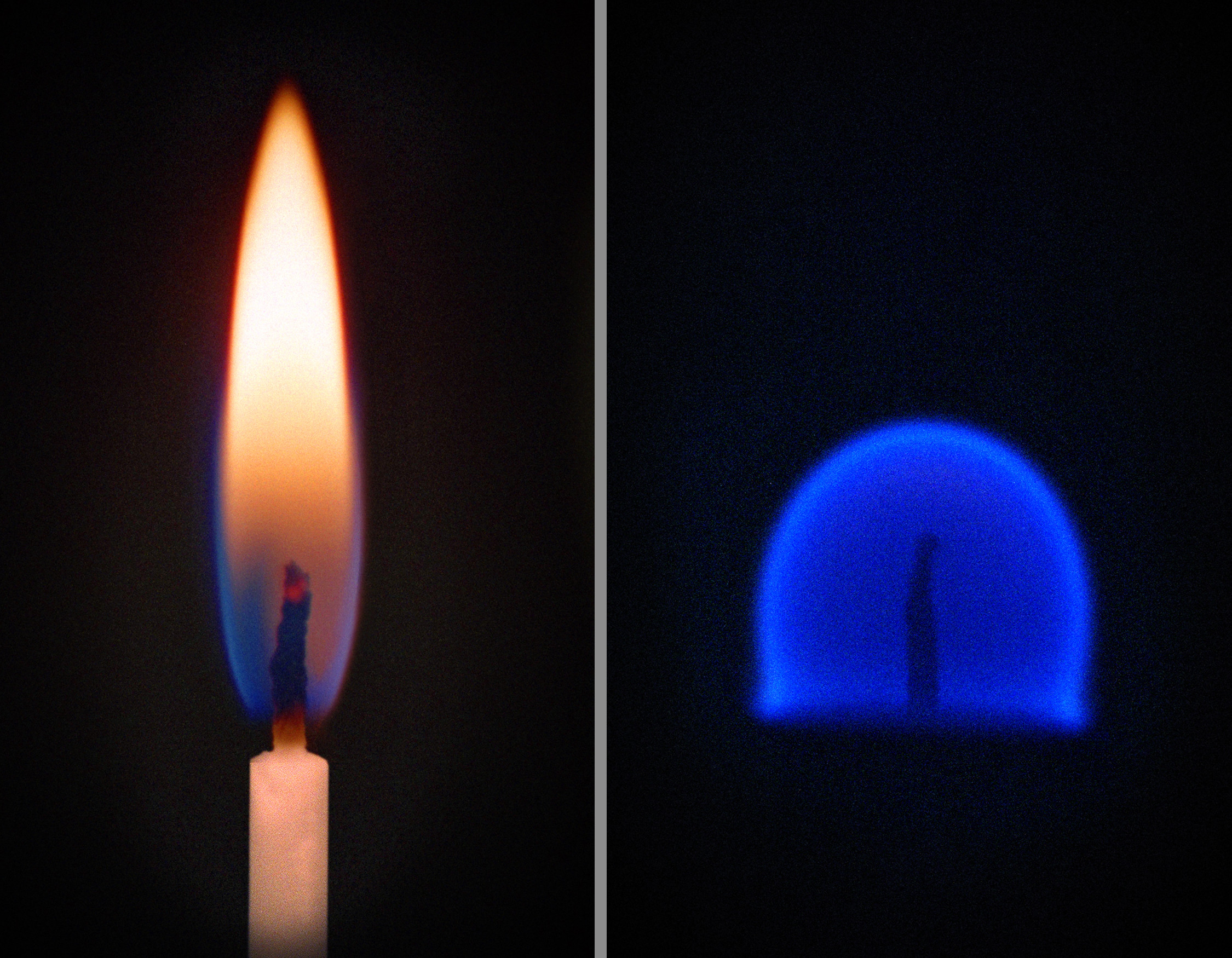
مقارنة بين لهب الشمعة على كوكب الأرض (على اليسار) وفي بيئة الجاذبية الصغرى، مثل تلك الموجودة في محطة الفضاء الدولية (على اليمين). نفس الظاهرة يمكن أن تلاحظ بشكل مختلف.

الظاهرة (بالإنجليزية: Phenomenon)‏ هي لفظ يطلق على أي حدث يمكن مراقبته.
و في الاستخدام العام، الظاهرة كثيرًا ما تشير إلى حدث غير عادي. في الاستخدام العلمي الظاهرة هي أي حدث يمكن ملاحظته ومراقبته ورصده، وقد تتطلب الملاحظة العلمية ومراقبة الظاهر استخدام أجهزة معينة للمراقبة وتسجيل أو تجميع البيانات المتعلقة بهذه الظاهرة. على سبيل المثال، في الفيزياء قد تكون الظاهرة سمة معينة للمادة والطاقة، أو الزمكان كما كانت مراقبة العالم إسحاق نيوتن لمدار القمر والجاذبية، أو رصد العالم غاليليو غاليلي لحركة البندول.

## الاستخدام فيعلم الأحجار الكريمة
في علم الأحجار الكريمة، الظاهرة هي تأثير بصري غير عادي يمكن إحداثه بواسطة الحجر الكريم، اللعب بالألوان، اللابرادوريت، التقزح اللوني، ظاهرة حجر عين الهر وتغير الألوان هي كلها ظواهر تتنمي لهذه الفئة.